# Folke Gripe
Folke Thorman Gripe, född 8 november 1889 i Malmö, död 4 mars 1956 i Stockholm, var en svensk advokat.
Gripe, som var son till tullförvaltare Johan Fredrik Mårtensson och Anna Margaretha Möller, avlade studentexamen i Stockholm 1907 och blev juris kandidat 1915. Efter att ha varit extra ordinarie notarie i Svea hovrätt och tingstjänstgöring i Västmanlands västra domsaga 1917 var han verksam som advokat i Stockholm. Han företrädde Stockholms Nya Spårvägs AB då 61 vagnsstäderskor och diversearbetare, vars talan fördes av advokat Vilhelm Hellberg, inför Stockholms rådhusrätt 1918 stämt arbetsgivaren för avtalstvister. Gripe gravsattes på Norra begravningsplatsen utanför Stockholm.